# زو يوزهي
زو يوزهي (بالصينية: 许有志) (13 ديسمبر 1987 بتشينغداو في الصين - ) هو لاعب كرة قدم صيني في مركز الدفاع. لعب مع جيانغسو سونينغ ونادي تشونغتشينغ ليانغجيانغ.

## وصلات خارجية
- زو يوزهي على موقع Soccerway.com (الإنجليزية)